# Louis Posselt
Ludwig Friedrich Posselt, ou Louis Posselt como ele mesmo passou a autoreferir-se (Heidelberg, 22 de novembro de 1817 — Heidelberg, ca. 1880) foi um cientista alemão, que destacou-se por representar o México no Congresso de Karlsruhe de 1860.

## Formação
Louis Posselt iniciou seus estudos para boticário em 1838 e obteve um diploma de farmacêutico na Universidade de Heidelberg em 5 de junho de 1839. Em dezembro do ano seguinte obteve um doutorado. Começou a trabalhar como assistente do laboratório de Heidelberg e, durante 1841, ocupou o mesmo cargo na Universidade de Giessen, sob o mando de Justus von Liebig, e neste momento de sua vida interesou-se por viajar para o Continente Americano, tendo sido sócio do abastado químico mexicano Vicente Ortigosa.
Em 28 de maio de 1842 Posselt foi contratado como membro acadêmico do laboratório da Universidade de Heidelberg. Em abril de 1845 ocupou o cargo de visitador geral das farmácias da cidade e, posteriormente, em fevereiro de 1847, foi nomeado professor extraordinário da Universidade de Heidelberg. Durante este timpo trabalhou sob as ordens de Leopold Gmelin.

## Viagem de Posselt pela América do Norte
Embora a carreira científica de Louis Posselt na Universidade de Heidelberg poderia ter ido mais longe, ele decidiu viajar para a América do Norte para beneficiar-se das grandes riquezas de metais preciosos no México e Estados Unidos. Com apoio econômico da Universidade de Freiburg para visitar com fins científicos os distritos mineiros de México e Califórnia, partiu de Londres em 31 de março de 1849. Em 30 de abril do mesmo ano em Havana e tocou a terra continental em 4 de maio em Mobile, Alabama. Em 13 de junho de 1849 cruzou o México e escreveu uma carta que reportava suas impressões sobre Heroica Matamoros, porém ele buscava terras repletas de prata e em 25 de agosto deste mesmo ano decidiu estabelecer-se na cidade de Zacatecas,, utilizou o método de amalgamação da prata por barris de Freiburg, apesar de que o processo mais difundido era o método de patio proposto por Bartolomé de Medina desde 1555.
Posselt queria desenvolver seus negócios mediante a busca de minas abandonadas que novamente puderam ser exploradas. Depois de explorar diversos distritos em Zacatecas e San Luis Potosí, os acordos fracassaram e ele decidiu buscar sua sorte nos Estados Unidos. Em setembro de 1850 chegou a Brownsville e foi contratado para explorar uma mina que estava inundada, para que ele não pudesse aproveitar seus benefícios. Depois de investigar um tempo em Zacatecas, San Luis Potosí e Brownsville, seus lucros não afloraram e ele terminou cancelando todos seus negócios, decidindo recomeçar em Heroica Matamoros.
Em novembro de 1851 Posselt deu nova guinada em sua carreira e deixou a mineração de lado, estabecendo em Heroica Matamoros uma farmácia, a qual no fim acabou abandonando, pois em suas memórias escreveu que não se sentía feliz de que sua vida acabara como triturador de pílulas e curandeiro.
Em junho de 1852 chegou na mina Jesús María em Nuevo León, a qual havia adquirido um ano antes e era propriedade da Vallecillo Silver Mining Company de Nova Iorque. Nesta ocasião foi contratado para reconhecer o mineral e encontrar o método mais adequado para seu benefício, realizou análises de sustâncias associadas à plata e determinou sua composição química. O principal problema para a seleção do mineral na mina era a deficiente ventilação e iluminação; não obstante, o corpo rochoso no qual se encontravam as duas veias exploradas na mina de Jesús María era tão macio que Posselt considerava supérfluo o uso de explosivos para extrair o mineral. Debido às análises de Posselt a companhia não poupou em gastos e trouxe um motor a vapor para drenagem, o qual foi o maior de seu tipo que no momento havia sido construído no México, mas no entanto, após seis meses de operação os custos de drenagem superaram os lucros de beneficiamento do mineral e juntamente com as notícias de levantamentos no centro do país levaram Posselt a regressar para os Estados Unidos.
Em 4 de julho de 1853 Posselt adquiriu uma farmácia em Nova Orleães, na qual trabalhou até 31 de março de 1854, quando decidiu abandonar a cidade. Depois de viajar por diversos distritos dos Estados Unidos, se estabeleceu em agosto de 1855 na Carolina do Norte para trabalhar na mina McCulloch,. que tambén pertencia à Vallecillo Silver Mining Company. Posteriormente foi nomeado diretor da Reed Gold Mine, conhecida como a primeira na qual foi encontrado ouro nos Estados Unidos, e lá Posselt estabeleceu técnicas europeias para a extração do mineral e incluiu uma máquina a vapor para drenar os túneis e outra para acionar os moinhos.

## Participação no Congresso de Karlsruhe
Após sua viagem pela América no Norte, decidiu retornar a Heidelberg devido à diminuição do interesse científico e de aventura, as datas de organização do Congresso de Karlsruhe coincidiram com seu retorno e como Posselt era fluente nas duas línguas em que foram escritos os convites (foram redigidos em alemão, francês e inglês), ele decidiu comparecer e assinar como representante do México, devido ao carinho que havia adquirido pelo país. Nota-se que no Congresso de Karlsruhe o México é o único país não europeu que aparece na lista.

## Obras selecionadas
- Descripción y composición  de algunas uniones de ferrocianuro publicada en Los Anales de Química y Farmacia de Liebig[11]
- Resumen en forma de tabla del análisis químico cualitativo para uso del trabajo práctico en el laboratorio, obra didáctica[12]
- La Química Analítica en forma de tablas, obra didáctica para su uso en laboratorio[13]
- Sobre la composición del moho publicada en Los Anales de Química y Farmacia de Liebig durante su estancia en Heidelberg[14]
- Sobre las partes que componen la semilla de la hiedra también publicada en Los Anales de Química y Farmacia[15]
- Investigaciones sobre un nuevo tipo de bálsamo de copaiva un trabajo más de su estancia en la Universidad de Heidelberg[16]